# غربت (ترانه دوآ لیپا)
 «غربت» (به انگلیسی: Homesick) ترانه‌ای از خواننده انگلیسی دوآ لیپا از اولین آلبوم استودیویی مشهور (۲۰۱۷) او است. این آهنگ توسط لیپا و کریس مارتین، رهبر گروه کلدپلی که همچنین خواننده کمکی این ترانه است نوشته شده‌است. مهندس ضبط مارتین، بیل رهکو کار تولید این اثر را بر عهده داشت. این آهنگ در ۱ دسامبر ۲۰۱۷ به عنوان سومین تک‌آهنگ تبلیغاتی آلبوم، توسط وارنر رکوردز برای دانلود دیجیتال و استریم منتشر شد. یک هفته بعد در بلژیک و هلند، به قالب‌های ۴۰ ترانه برتر و رادیویی معاصر ارتقا یافت.